# Marina Reche
Marina Gavira Reche (Elche, Alicante, 25 de marzo de 2001), más conocida como Marina Reche, es una cantante y modelo española. Empezó su carrera musical en 2019 cuando acompañaba a su hermana, Alba Reche, en sus conciertos. Un año más tarde, colaboró con Lola Índigo en la canción A Ciegas. 
En 2023 sacó su primer EP, Claridad, el cual incluye temas como Por si quieres volover, una de sus canciones más conocidas. Este EP consolidó su posición en el mundo de la música española, alcanzando los 20 millones de reproducciones.
En 2024, Marina publicó su segundo EP titulado Oscuridad que está formado por siete canciones que relatan su vida personal. Este EP incluye canciones como Vida en el campo. Con este trabajó, la artista española mostró su evolución, fusionando géneros como el pop alternativo y la balada.

## Biografía
Nació el 27 de febrero de 2000 en Elche, Alicante. Marina tiene 25 años y es hija de Miguel Ángel y Rafaela. Desde pequeña muestra interés por el ámbito musical, algo que comparte actualmente con su hermana Alba Reche. Ambas intentaron participar en el programa musical televisivo Operación Triunfo, aunque solo Alba consiguió entrar y convertirse en la segunda clasificada. 

## Arte

### Estilo musical
Se centra en el género pop principalmente, junto con R&B, electrónica, balada y folk acústico. 

### Influencias
A Marina Reche siempre le han gustados los cantantes que muestran sus emociones, los que cuentan su propia historia y las cantan con sentimiento dejando un trozo de su historia en cada canción para que el público las sientas como suyas. Las principales referencias internacionales para Marina son Gracie Abrams, Griff u Olivia Rodrigo, entre otros.

### Vídeos musicales y actuaciones
Marina Reche ha ganado gran reconocimiento por el estilo musical versátil que utiliza y por su presencia en el escenario. En sus vídeos musicales y conciertos, mezcla elementos del pop, electrónica y R&B, generando un ambiente íntimo y emotivo. En sus actuaciones, Marina Reche destaca por sus energía y conexión por el público. 
Además, en sus conciertos, Marina Reche comparte momentos especiales con otros artistas, como se ve en su colaboración con Juancho Marqués en su canción A ciegas, su primera y única colaboración. 

### Imagen pública

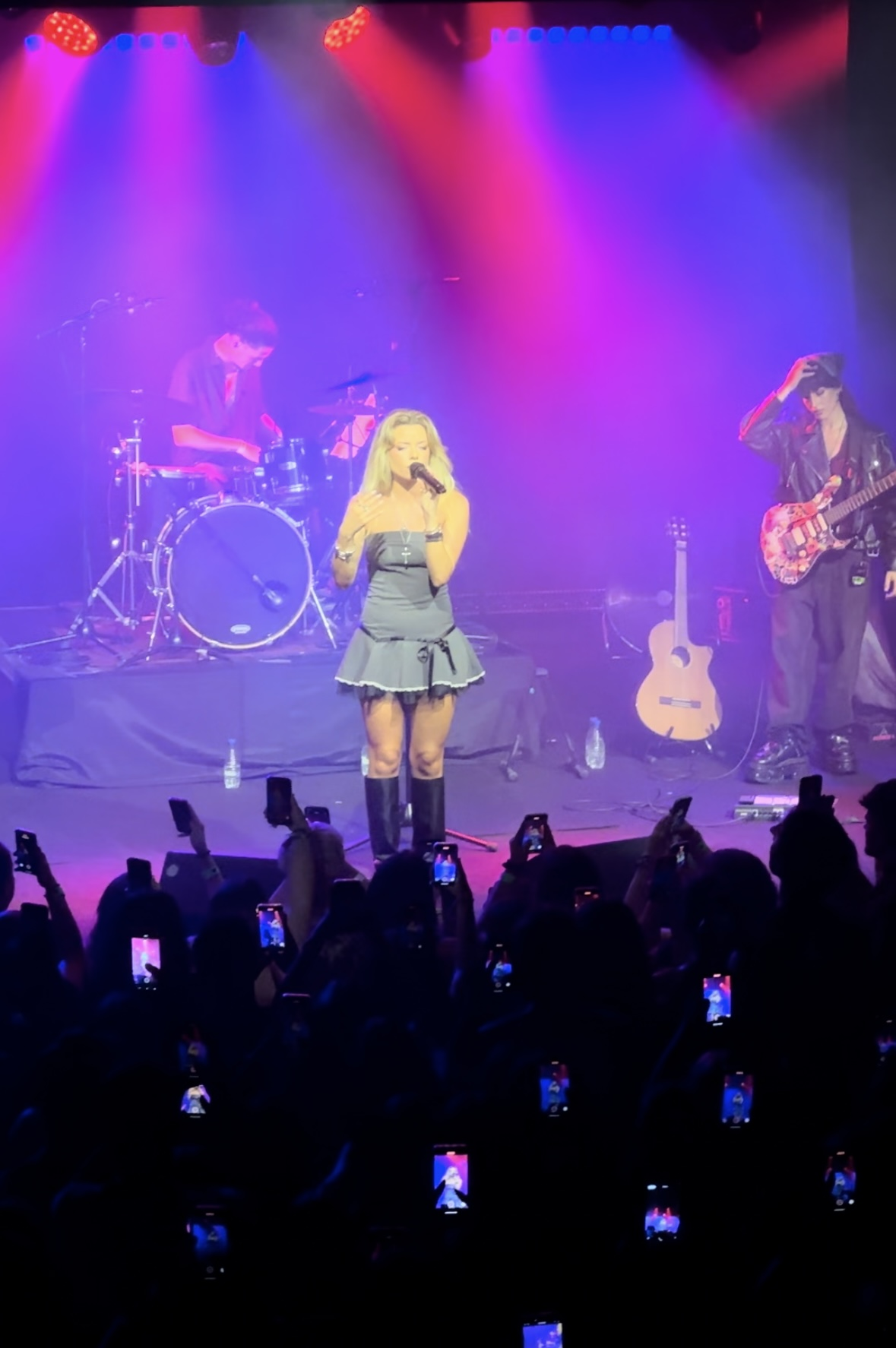
Concierto de Marina Reche en Madrid.

Las composiciones de Marina Reche tratan temas como el desamor y superación personal mostrando un sentimiento que conecta con un gran público. Marina experimenta con varios géneros musicales, ese versatilidad le da la posibilidad de alcanzar públicos diferentes y expresar todas sus emociones a través de sus canciones. En sus videos y actuaciones, Marina utiliza una serie de colores suaves y una iluminación tenue que genera una atmósfera íntima acompañada de su música. Esta estética fomenta la conexión emocional con su público y destaca la profundidad de sus canciones. 
Marina Reche utiliza diferentes simbologías en algunas de sus canciones, como en 13+1 que refleja la liberación de sentimientos reprimidos. La canción demuestra un proceso de reconciliación con experiencias pasadas. En otra canción llamada Dos Extraños utiliza esa metáfora para mostrar la desconexión y el dolor asociado al cambio de una relación cercana a pasar a ser desconocidos. Y otra canción que utiliza una simbología es la de No me ves donde la cantante explora el cambio y crecimiento personal, mostrando lo importante que es la autoaceptación. 

## Otras actividades
Marina Reche, aparte de su carrera musical, muestra interés por algunas otras actividades como el deporte. En una entrevista, comentó que su sueño era ir a las olimpiadas, lo que ya no va a poder hacer.
En su Instragram, @marinareche_, comparte contenido relacionado con la moda, participando en sesiones fotográficas y colaboraciones con varias marcas como El Corte Inglés. 

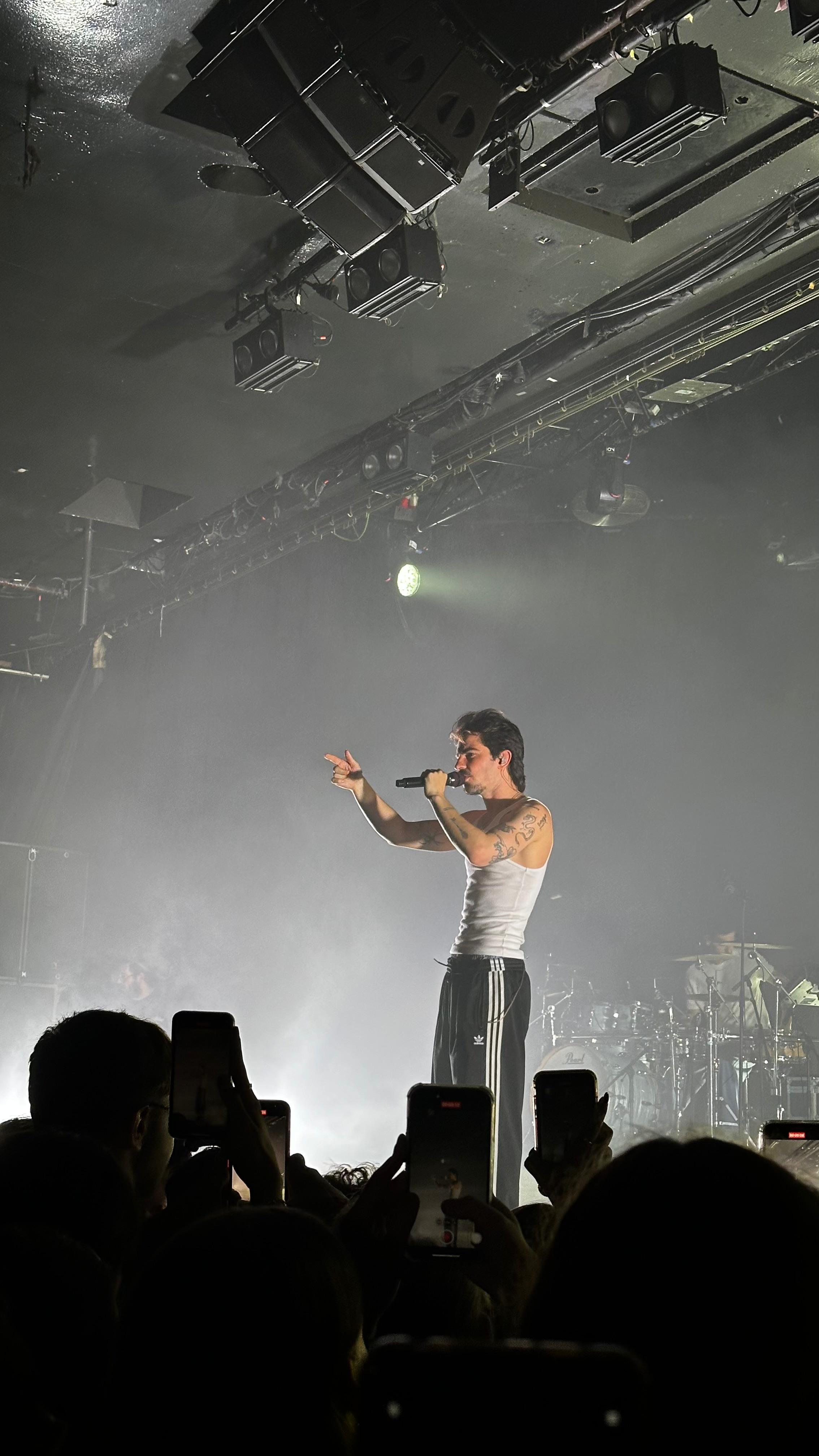
Xavibo en Concierto

## Vida privada
Desde pequeña, a Marina le apasionaba la música pero no lo veía como un futuro cercano por el miedo escénico que le daba. Más adelante, consiguió subirse a un escenario con su hermana, Alba Reche, dejando atrás el miedo.
En cuanto a lo más privado de su vida, muestra su interés en vivir en el campo, rodeada de su familia y amigos. Su éxito personal, comenta, se define en estar en su casa junto con los suyos, sus animales y un buen café. Marina comenta que al redactar sus canciones las trata como si fueran cartas personales que reflejan sus experiencias, como si fuera un diario. Así se siente más liberada y le ayuda a cerrar capítulos en su vida. 
Marina Reche y Xavibo estuvieron un tiempo saliendo. Xavibo fue un gran apoyo para Marina en el ámbito musical, debido a que le ayudó a producir música y a apoyarla en sus proyectos. Sin embargo, Marina y Xavibo lo dejaron, lo que ayudó a Marina a reflejar sus sentimientos en sus canciones, lo que ha llegado a conectar con una gran audiencia. 

## Discografía
Marina Reche solamente tiene dos discos publicados. El primero fue Claridad publicado en 2023, el cual marcó un antes y un después en su carrera, consolidando su estilo único en el ámbito musical español. El 26 de septiembre de 2024, publicó su segundo álbum, Oscuridad, el cual trata sobre temas íntimos que han recibido el apoyo de un gran público.

## Giras musicales
Marina se ha convertido en un gran referente en los últimos años, y su gira Lo he intentado Tour es prueba de ello. Este tour incluye varias fechas en diversas ciudades de España y Buenos Aires, dando la posibilidad a su audiencia de disfrutar de su música en directo. Cerrará su gira el 18 de mayo en la sala La Riviera, Madrid. Además, ha participado en varios festivales como "Tío Pepe Festival", "Costa Sonora" y "Arenal Sound", entre otros. 